# 4605 Никитин
4605 Никитин (енгл. 4605 Nikitin) је астероид главног астероидног појаса чија средња удаљеност од Сунца износи 2,227 астрономских јединица (АЈ).
Апсолутна магнитуда астероида је 13,3.